# آماده آشتی نیستم
«آماده آشتی نیستم» (به انگلیسی: Not Ready to Make Nice) تک‌آهنگی از دیکسی چیکس است که در سال ۲۰۰۶ میلادی منتشر شد. این تک‌آهنگ در آلبوم پیمودن راه دراز قرار داشت.
این تک‌آهنگ در چارت‌های جزو ده ترانه اول قرار گرفت.